# Bjørli Lehrmann
Bjørli Martha Lehrmann (født 28. januar 1955 på Frederiksberg) er en dansk evolutionsbiolog og naturvejleder.

## Uddannelse
Bjørli tog sin grundskoleuddannelse på Islev Skole, Hyltebjerg Skole, Katrinedal Skole, Vidarskolen i Gentofte og Ahms realkursus.
Bjørli tog sin studentereksamen fra Falkonergården i 1975.
Hun blev uddannet biolog fra Københavns Universitet i 1982 med hovedfag i evolutionsbiologi og speciale i edderkopper.

## Karriere
Lehrmann har siden 1999 været leder af Vestre Hus Børnenaturcenter i Allerød Kommune. Her tager hun hvert år 6.500 børn med på tur i skoven.
I kortere perioder har Bjørli været gymnasielærer på Rysensteen og Lyngby Gymnasium.
Hun har blandt andet medvirket i tv-programmet 1 døgn, 2 hold, 3 dyr på TV 2 sammen med Sebastian Klein, Vicky Knudsen og Morten D.D. Hansen. I første serie af programmet "Forræder" på TV2 opnåede hun en 2. plads sammen med Julia Sofia Aastrup. Desuden virker hun som ekspert i medierne, især når det drejer sig om smådyr, svampedyr og dyrs seksualadfærd.

## Udmærkelser[4]
i 2010 modtog Bjørli prisen som "Årets kylling" af Natur og Ungdom.
I 2011 modtog Bjørli Kvickly-prisen for sit arbejde med børn på Vestre Hus.
I maj 2016 blev hun på Naturmødet som den første nogensinde, kåret som Danmarks bedste naturformidler for børn.
I august 2021 blev Bjørli kåret som årets Lillerød-borger.